# Ottomar Sachse
Ottomar Sachse (ur. 15 kwietnia 1951 w Lützen, zm. 21 grudnia 2023) – wschodnioniemiecki bokser, dwukrotny wicemistrz Europy.
Startował w wadze półciężkiej (do 81 kg). Zwyciężył w niej na Turnieju Nadziei Olimpijskich w 1969 w Łodzi.  Zdobył złoty medal na mistrzostwach Europy juniorów w 1970 w Miszkolcu. Wystąpił w tej samej kategorii na seniorskich mistrzostwach Europy w 1971 w Madrycie, gdzie zdobył srebrny medal, przegrywając w finale z Mate Parlovem z Jugosławii. Na igrzyskach olimpijskich w 1972 w Monachium przegrał pierwszą walkę z nieznanym wówczas przyszłym zawodowym mistrzem świata Miguelem Ángelem Cuello z Argentyny. Odpadł w ćwierćfinale mistrzostw Europy w 1973 w Belgradzie po przegranej z Olegiem Korotajewem z ZSRR. 
Zdobył brązowy medal na pierwszych mistrzostwach świata w 1974 w Hawanie (w półfinale pokonał go Mate Parlov). Na mistrzostwach Europy w 1975 w Katowicach również zdobył brązowy medal po przegranej w półfinale z Anatolijem Klimanowem z ZSRR. Dotarł do ćwierćfinału letnich igrzysk olimpijskich w 1976 w Montrealu, w którym przegrał z późniejszym mistrzem Leonem Spinksem z USA.
Zdobył srebrny medal na mistrzostwach Europy w 1977 w Halle, przegrywając w finale z Dawidem Kwaczadze z ZSRR. 
Był mistrzem NRD w wadze półciężkiej w latach 1971-1973 i 1975-1977.